# Politique en Côte d'Ivoire
 (août 2025).
Les informations dans cet article sont mal organisées, redondantes, ou il existe des sections bien trop longues. Structurez-le ou soumettez des propositions en page de discussion.
Avec le temps, il arrive que le contenu présent dans un article devienne désordonné. Il est souvent nécessaire de réorganiser l'article de fond en comble.
- Il faut tout d’abord répartir le contenu de l'article en plusieurs sections. Les informations doivent ensuite être exposées clairement et le plus synthétiquement possible, regroupées par sujet afin d'éviter les doublons. Quelqu'un cherchant une information précise doit pouvoir la trouver rapidement en lisant la section appropriée.
- À l'intérieur de chaque section, le texte, souvent initialement sous la forme de phrases éparses, doit être regroupé dans des paragraphes de quelques lignes, en assurant un enchaînement logique et une cohérence entre les phrases.
- Lorsque l'article ou l'une de ses sections développe trop longuement un point qui n'est pas dans le cœur du sujet traité, il convient de faire une synthèse et de transférer l'ancien contenu dans des articles plus appropriés (en cas de transfert, il faut impérativement respecter la procédure Aide:Scission).

Si vous pensez que ces points ont été résolus, vous pouvez retirer ce bandeau et améliorer le plan d'un autre article.
La Côte d'Ivoire  est une république présidentielle multipartite, dont le président est  chef de l'État. Le pouvoir exécutif est aux mains du gouvernement tandis que le pouvoir législatif est détenu par le parlement. La capitale administrative est Yamoussoukro depuis 1983. Abidjan, l'ancienne capitale administrative, reste la capitale économique et de nombreux pays y conservent leur ambassade.

## Histoire

### De 1944 a 1959
En 1944 un syndicat de fermiers est créé par Félix Houphouët-Boigny, ce syndicat deviendra  en 1946 la section ivoirienne du Rassemblement Démocratique Africain, Parti démocratique de Côte d'Ivoire. Le 11 Avril 1946 Félix Houphouët-Boigny alors promue en tant que l'un des députés représentant l'Afrique occidentale française (AOF) à la chambre des députés française abolie le travail forcé à la suite d'une vote en France. Le 1er février 1956, Houphouët-Boigny dévient ministre délégué à la Présidence du Conseil. Il participera à la rédaction de la constitution de la cinquième République française en tant que membre du gouvernement française jusqu'en janvier 1959.

### Après l'indépendance en 1960
Après l'indépendance de 1960 Félix Houphouët-Boigny devient le premier président de la Côte d’Ivoire et crée un parti politique unique. Le PDCI-RDA (Parti Démocratique de Côte d’Ivoire – Rassemblement Démocratique Africain) est le seul parti autorisé pendant plusieurs années jusqu'à 1990. Il met  en place une politique basée sur l'agriculture ce qui a d'ailleurs permis à la Côte d'Ivoire d'avoir une économie florissante avec comme culture de base le cacao et le café. Mais pendant cette période l'opposition politique est réprimée. Après 1990 il y a eu l'introduction du multipartisme sous la pression de la population et des partenaires internationaux. Le chef d'opposition d'alors était l'ex-président de la République Laurent Gbagbo. Ce dernier réussit à faire en sorte qu'il y ait la première élection présidentielle en Cote d'Ivoire. En créant son parti politique avec son épouse Simone Gbagbo, le Front Populaire Ivoirien (FPI) en 1982, ils réussissent ainsi le pari de l'instauration du multipartisme. La même année Université et grandes écoles sont fermées dû à des manifestations d'étudiants avec pour leader Laurent Gbagbo pour la contestation, le principales adversaire du PDCI à cette époque. Après la manifestation Laurent Gbagbo s'exile en France et fera son retour en Cote d'Ivoire en  1988. Le 21 Mars 1983 Yamoussoukro devient la capitale politique de la Cote d'Ivoire. En 1990 une serie de manifestations est menée contre le régime du parti unique et les mesures d’austérité économique. Félix Houphouët-Boigny instaure finalement le multipartisme et officialise 14 nouvelles formations. Face à Laurent Gbagbo il remporte la présidentielle avec 82% des voix le 28 octobre qui suit. Lors des élections législatives tenues en novembre ,163 sièges sont remportées par le PDCI, 9 par le FPI de Laurent Gbagbo  , 1 par le PIT (Parti ivoirien du travail) de Francis Wodié et 2 sièges par des candidats indépendants. Alassane Ouattara est nommé Premier ministre par Félix Houphouët-Boigny. En fevrier 1992 Laurent Gbagbo est arrêté à cause d’une manifestation anti-gouvernementale et condamné à deux ans de prison le 06 mars. Après le décès du président Félix Houphouët-Boigny le 7 decembre 1993, conformément à la constitution, le président de l'assemblée nationale Henri Konan Bédié decide de prendre la relève. En octobre 1995 les élections se déroulent sans Laurent Gbagbo, Alassane Ouattara créé un nouveau parti, le Rassemblement des républicains (RDR) et les deux partis appellent aux boycott actif contre les conditions d'éligibilité pour accéder à la magistrature suprême. 

### Coup d'État
Le premier coup d'État militaire est dirigé par le général Robert Guéï en 1999. Il affirme n'avoir aucune ambition politique et promet de mettre fin à la corruption. Pendant ce temps-là Henri Konan Bédié quitte le pays. Le 22 octobre 2000, le président Robert Guéï se présente à l'élection présidentielle. Ayant pour véritable adversaire Laurent Gbagbo, le général s’autoproclame vainqueur au lendemain du scrutin et suspend le décompte des résultats. Finalement le leader du FPI est déclaré vainqueur avec 59,4 % des suffrages. Aux élections législatives le FPI remporte 96 sièges, le PDCI-RDA 94 et le RDR 5. Henri Konan Bédié et Alassane Ouattara sont exclus de la course à l'élection présidentielle en vertu de la nouvelle constitution adoptée en juillet par référendum. Le 19 septembre 2002, alors que le président est en déplacement à l'étranger une tentative de coup d'Etat dégénère, à Abidjan le général Gueï et le ministre de l’Intérieur Émile Boga Doudou sont tués. Les militaires pour la majorité originaires du nord du pays regroupés au sein du Mouvement patriotique de la Côte d’Ivoire (MPCI) défenseurs des ressortissants du nord victimes de discriminations à cause du concept de l'ivoirité exigent le départ de Laurent Gbagbo et la tenue d'une nouvelle élection. Alassane Ouattara et des pays voisins, dont le Burkina Faso, sont accusés de soutenir les rebelles. Suite à cette situation le pays est coupé en deux. Du 15 au 26 janvier 2003 à Marcoussis juste à côté de Paris, un accord prévoit le maintien de Laurent Gbagbo et l’entrée au gouvernement du MPCI,.

## Constitution
L'actuelle Constitution de la Côte d'Ivoire a été adoptée lors du référendum organisé par le président Alassane Ouattara en 2016, par plus de 96 % des électeurs,,. Elle a été modifiée par la voie d'amendements votés par le parlement en mars 2020.

## Institutions

### Pouvoir exécutif
| Fonction                        | Nom                  | Parti | Depuis                 |
| ------------------------------- | -------------------- | ----- | ---------------------- |
| Président de la République      | Alassane Ouattara    | RDR   | 4 décembre 2010        |
| Vice-président de la République | Tiémoko Meyliet Koné |       | 20 avril 2022          |
| Premier ministre                | Robert Beugré Mambé  |       | depuis 16 octobre 2023 |

#### Le Président de la République
Le président est élu pour 5 ans au suffrage universel. La constitution de 1959 lui donne de fortes prérogatives ; il est commandeur en chef des forces armées, peut négocier et ratifier des traités internationaux, peut proposer une loi à l'Assemblée nationale ou la soumettre au référendum. Il est assisté d'un vice-président nommé par le président avec validation par le Parlement. Il nomme le Premier ministre et les membres du gouvernement, qui répondent politiquement de leurs actes devant lui. En cas de vacances par décès, démission ou empêchement absolu, il est remplacé par le vice-président, jusqu'à la fin du mandat en cours, ou par le Premier ministre, en cas de vacances du poste de vice-président.
À la suite du décès d'Amadou Gon Coulibaly, le 8 juillet 2020, le poste de Premier ministre est vacant. Le président Alassane Ouattara nomme Hamed Bakayoko, ministre de la Défense, au poste de premier ministre par intérim. Après la mort de ce dernier, Patrick Achi est nommé premier ministre, d'abord par intérim, le 8 mars 2021 puis de plein droit.
La démission de Daniel Kablan Duncan, vice-président nommé, le 10 janvier 2017, est annoncée publiquement, le 13 juillet 2020, avec effet au 8 juillet.

### Pouvoir législatif

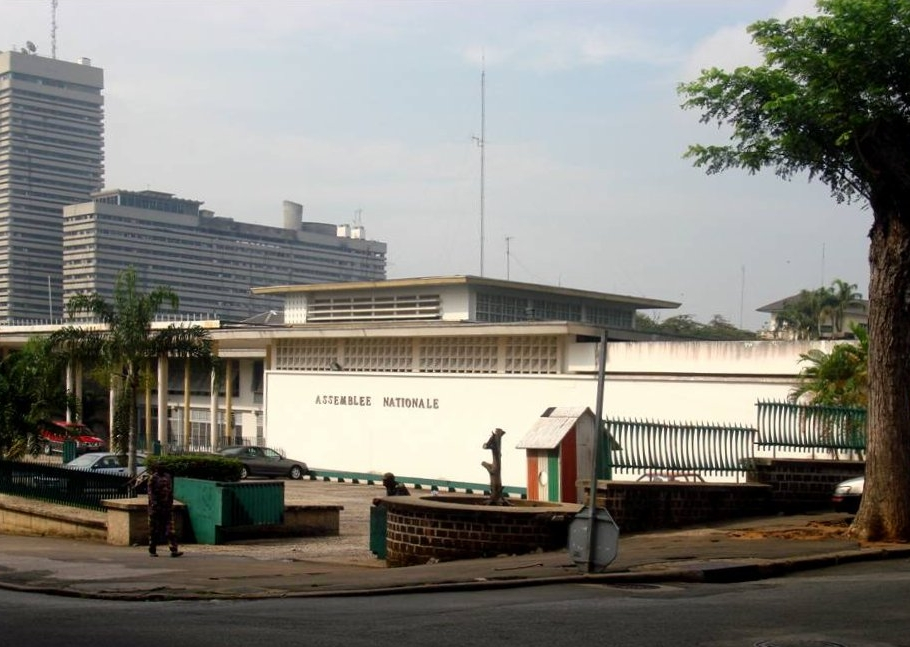
Assemblée Nationale.

Le Parlement est composé de deux chambres :
- L'Assemblée nationale, chambre basse du Parlement, compte 225 membres élus pour cinq ans dans des circonscriptions à siège unique ;
- Le Sénat, chambre haute du Parlement, aura deux tiers des sénateurs élus au suffrage indirect pour cinq ans, un tiers nommé par le président et son vice président.

## Partis politiques et élections
Il existe plus de 130 partis politiques en Côte d'Ivoire[réf. nécessaire].

### Principaux partis politiques
Le Parti démocratique de Côte d'Ivoire, siglé PDCI ou PDCI-RDA, est l'ancien parti unique de Félix Houphouët-Boigny. Ce parti joue encore un rôle important, et comprend dans ses rangs Henri Konan Bédié, président de 1993 à 1999.
Le Front populaire ivoirien est un parti socialiste fondé par Laurent Gbagbo, en opposition à Félix Houphouët-Boigny. Après la chute du président Gbagbo, il boycotte les élections législatives de 2011. À la suite de l'emprisonnement de Laurent Gbagbo à la Cour pénale internationale, le parti politique est divisé en deux, depuis 2015. d'un côté, il y a Pascal Affi N'Guessan qui est le vice président du parti et de l'autre côté Abou Drahamane Sangaré membre fondateur du parti et ami proche de Laurent Gbagbo. Mais Abou Drahamane Sangaré meurt, le 3 novembre 2018. Le FPI se scinde officiellement en 2021 avec la création par Laurent Gbagbo, de retour en Côte d'Ivoire après son procès devant la Cour pénale internationale, du Parti des peuples africains – Côte d'Ivoire.
Le Rassemblement des républicains de Côte d'Ivoire est un parti libéral fondé par Djéni Kobina puis pris en main par Alassane Ouattara, le président actuel. Il forme une alliance avec plusieurs partis, dont le PDCI, le Rassemblement des houphouëtistes pour la démocratie et la paix, mais se retrouve à partir de 2021, le seul parti notable de cette alliance.

### Partis politiques secondaires
Liberté et Démocratie pour la République est un parti politique libéral fondé, le 14 juillet 2011 par Mamadou Koulibaly à la suite de la crise post-électorale ivoirienne de 2010-2011.
L'Alliance pour une Nouvelle Côte d'Ivoire, le Mouvement des forces d'Avenir (MFA), le Parti écologique ivoirien (PEI), le Parti ivoirien des travailleurs (PIT), l'Union pour la démocratie et la paix en Côte d'Ivoire (UDPCI) ou l'Union démocratique de Côte d'Ivoire (UDCI) sont des partis plus secondaires.
Au premier trimestre de l'année 2005, quatre partis ont formé à Paris le rassemblement des houphouétistes pour la démocratie et la paix (RHDP) : PDCI, RDR, UDPCI, MFA. Le RJDP (Rassemblement des jeunes pour la paix) rassemble divers mouvements de jeunes affiliés aux partis, dont le RJR, la JPDCI et la JUDPCI. Cette coalition avait pour but de soutenir une candidature unique pour les élections de 2015. Afin de mettre toutes les chances de leur côté et faire gagner Alassane Ouattara.

### Anciens mouvements rebelles
Les Forces nouvelles de Côte d'Ivoire (FNCI) rassemblent l'ensemble des forces rebelles. Elles ont été intégrées aux Forces républicaines de Côte d'Ivoire, qui ont elles-mêmes intégré la nouvelle armée ivoirienne.
MPCILe Mouvement patriotique de Côte d'Ivoire est le mouvement politique des « rebelles » dont les « Forces nouvelles » rebelles sont le bras armé. Dirigé par Guillaume Soro Kigbafori, issu d'un syndicat étudiant proche du FPI et membre pendant un temps du RDR, il compte aussi dans ses rangs Louis Dacoury Tabley, ancien dirigeant du FPI lors de sa fondation. Bien qu'implanté essentiellement dans le nord, il compte des représentants de toute la Côte d'Ivoire. Il contrôle grâce à ses 10 000 soldats (dont 450 de l'armée ivoirienne) 40 % du territoire ivoirien[réf. nécessaire]. Le MPCI a vu le jour en octobre 2002, à la suite de l'échec d'une rébellion armée du 19 septembre 2002. S'appuyant sur le concept d'« ivoirité », H.K Bédié avait commencé à mettre en place une politique de préférence nationale et des frustrations nées de cette politique ont constitué un des motifs invoqués par la rébellion.[réf. nécessaire]
MPIGOLe Mouvement populaire ivoirien du Grand Ouest est un des deux mouvements rebelles de l'ouest de la Côte d'Ivoire, créé pour renforcer la présence rebelle à l'accord de Linas-Marcoussis. Il est fondé par le sergent Félix Doh (mort en avril 2003 dans une embuscade), et recrute essentiellement dans l'ethnie libéro-ivoirienne Yacouba. Il dispose de 6 000 hommes armés, et a signé un cessez-le-feu, le 8 janvier 2003. Ce mouvement s'est fondu depuis 2004 dans le MPCI.
MJPLe Mouvement pour la justice et la paix est un des deux partis rebelles de l'ouest de la Côte d'Ivoire. Il compte environ 250 combattants dirigés par le commandant Gaspard Déli. N'existe pratiquement plus depuis 2004.

### Les Jeunes patriotes
Les Jeunes patriotes sont un mouvement nationaliste de la jeunesse ivoirienne. Selon leurs dirigeants, ils comptent plusieurs milliers de membres et luttent contre la violence et la xénophobie. Ils sont dirigés par Charles Blé Goudé et soutiennent Laurent Gbagbo. Ils refusent la présence militaire française, qui est maintenue en vertu des accords de défense signés, le 24 avril 1961, par la Côte d'Ivoire et la France, alors que les deux pays étaient soucieux de matérialiser les liens d’amitié et de confiante coopération.
Dans un communiqué du 30 novembre 2004, la FIDH, Fédération internationale des Droits de l'Homme, dénonce la violence des manifestations xénophobes des « jeunes patriotes » et les exactions commises contre les communautés étrangères installées à Abidjan.
Le 27 juillet 2005, dans son communiqué intitulé Brutalité, chantage et vandalisme : les « Jeunes patriotes » font régner la loi des prédateurs à Abidjan, Reporters sans frontières a classé les Jeunes Patriotes dans sa liste des prédateurs de la liberté de la presse, espérant qu'un jour les journalistes puissent enfin travailler sans subir les expéditions punitives de ces miliciens. Pourtant, ceux-ci jouissent d'une grande popularité parmi les jeunes de Côte d'Ivoire.

### Syndicats
Les principaux syndicats de Côte d'Ivoire sont :
- l'Union générale des travailleurs de Côte d'Ivoire (UGTCI) ;
- la Fédération des syndicats autonomes de Côte d'Ivoire (FESACI) ;
- la Confédération des syndicats libres de Côte d'Ivoire, dite « Dignité » ;
- SYNARES fondé par Francis Romain Wodié ;
- SYNESCI fondé par Djéni Kobina ;
- UNAFCI fondée par Alfred Guemene, Benjamin N'Dri est l'actuel président ;
- SYNAFETP-CI (Syndicat national des formateurs de l'enseignement technique et professionnel de Côte d'Ivoire), dont le SGN actuel est Abonga Jean Yves Koutouan ;
- SYNEV-CI (Syndicat national des enseignants volontaires de Côte d'Ivoire), dont le SGN actuel est Blaise N'Da Koffi.

## Forces armées et coups d'État
L'armée ivoirienne n'a joué aucun rôle politique depuis l'indépendance du pays jusqu'en décembre 1999. En effet, l'ancien président Félix Houphouët-Boigny l'avait réduite à un corps de parade, pour se prémunir contre tout danger de rébellion. Le premier soulèvement militaire s'est passé en 1999 sous le mandat du président Henri Konan Bédié, avec à la tête le général Robert Guéï. Un coup d'État réussi qui lui a permis d'accéder au pouvoir du 24 décembre 1999 au 26 octobre 2000, où il perd les élections contre Laurent Gbagbo.
Le 19 septembre 2002, il y a un deuxième coup d'État dans la capitale économique de la Côte d'Ivoire, Abidjan. Le coup d'État se transforme en une rébellion dans le centre et le nord du pays. Pendant ce putsch, diverses tentatives d'assassinat ont lieu contre des personnalités politiques : Alassane Ouattara et Moïse Lida Kouassi, ministre de la Défense. Le ministre de l'Intérieur Émile Boga Doudou, Robert Guéï, ex-chef de l'État (1999-2000), et leurs gardes du corps sont assassinés. La crise politico-militaire prend fin en 2007 avec l'accord de Ouagadougou. Durant cette période, l'effectif de l'armée augmente à cause des combats contre les différents groupes rebelles. En effet, durant cette crise, le pays est divisé en deux parties. Du côté du sud du pays, l'armée nationale de Côte d'Ivoire s'occupait de la sécurité. Les rebelles, qui avaient occupé le nord du pays, avaient constitué une armée, Forces nouvelles de Côte d'Ivoire.
En 2010, à la suite des élections, l'opposition avec à sa tête Alassane Dramane Ouattara conteste les résultats. Un conflit armé naît entre l'armée régulière et les forces nouvelles pro Ouattara, de février 2011 à avril 2011. La crise se termine avec l'arrestation de Laurent Gbagbo, président sortant et l'investiture d'Alassane Dramane Ouattara.

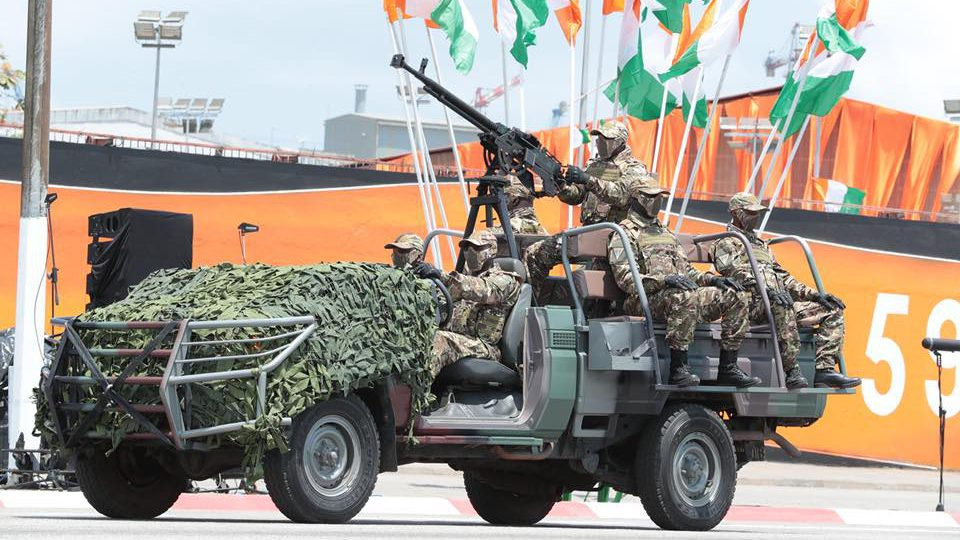
force républicaine de Côte d'Ivoire

À la suite des différentes crises politico-militaires dans le pays, les forces armées nationales de Côte d'Ivoire (FANCI) ont suivi une évolution dans leur effectif mais aussi dans leur appellation. En effet, le nouveau président Alassane Ouattara décide d'associer les différentes forces armées en vue d'une réconciliation. C'est ainsi que naissent les Forces républicaines de Côte d'Ivoire qui sont un regroupement des Forces nouvelles (FN), les forces rebelles qui tiennent le nord du pays depuis 2002, et des ralliés des Forces de défense et de sécurité (FDS) de Côte d'Ivoire. L'effectif de l'armée aujourd'hui est difficile à déterminer.

## Élections

### Autres élections
- Élections régionales
- Élections municipales
- Élections sénatoriales
- Referendum